# 스폰지밥 3D
《스폰지밥 3D》(영어: The SpongeBob Movie: Sponge Out of Water)는 2015년 공개된 미국의 애니메이션 영화이다.

## 출연
- 안토니오 반데라스/송준석: 버거수염
- 클랜시 브라운/최한: 집게사장
- 토머스 F.윌슨
- 톰 케니/전태열: 스폰지밥
- 빌 파거바키/이인성: 뚱이
- 크리스토퍼 백커스
- 슬래쉬
- 로저 범퍼스/전광주: 징징이
- 제시카 앨버그
- 미스터 로런스/박만영: 플랑크톤
- 노아 로맥스
- 베로니카 알라시노
- 캐롤린 로런스/우정신: 다람이
- 시레나 어윈
- 케이틀린 엘빈
- 릴리언 엘런 존스
- 크리스 코너
- 제프 매슈 글러버

## 해외 수출

### 대한민국
- 개봉 : 2015년 2월 18일
- 시간 : 92분
- 등급 : 전체 관람가
- 수입 : CJ 엔터테인먼트
- 배급 : CJ 엔터테인먼트
- 전편 : 보글보글 스폰지밥
- 후편 : 스폰지밥 무비: 핑핑이 구출 대작전

## 미국 외 개봉일
| 국가           | 첫날            |
| -------------- | --------------- |
| 벨기에         | 2015년 1월 28일 |
| 네덜란드       | 2015년 1월 28일 |
| 멕시코         | 2015년 1월 29일 |
| 아이슬란드     | 2015년 1월 30일 |
| 중화민국       | 2015년 1월 30일 |
| 아르헨티나     | 2015년 2월 5일  |
| 아루바         | 2015년 2월 5일  |
| 브라질         | 2015년 2월 5일  |
| 칠레           | 2015년 2월 5일  |
| 콜롬비아       | 2015년 2월 5일  |
| 덴마크         | 2015년 2월 5일  |
| 페루           | 2015년 2월 5일  |
| 우크라이나     | 2015년 2월 5일  |
| 캐나다         | 2015년 2월 6일  |
| 스페인         | 2015년 2월 6일  |
| 케냐           | 2015년 2월 6일  |
| 루마니아       | 2015년 2월 6일  |
| 튀르키예       | 2015년 2월 6일  |
| 미국           | 2015년 2월 6일  |
| 베네수엘라     | 2015년 2월 6일  |
| 베트남         | 2015년 2월 6일  |
| 아제르바이잔   | 2015년 2월 12일 |
| 헝가리         | 2015년 2월 12일 |
| 카자흐스탄     | 2015년 2월 12일 |
| 포르투갈       | 2015년 2월 12일 |
| 러시아         | 2015년 2월 12일 |
| 파키스탄       | 2015년 2월 13일 |
| 프랑스         | 2015년 2월 18일 |
| 대한민국       | 2015년 2월 18일 |
| 오스트리아     | 2015년 2월 19일 |
| 체코           | 2015년 2월 19일 |
| 독일           | 2015년 2월 19일 |
| 그리스         | 2015년 2월 19일 |
| 이라크         | 2015년 2월 19일 |
| 쿠웨이트       | 2015년 2월 19일 |
| 불가리아       | 2015년 2월 20일 |
| 캄보디아       | 2015년 2월 20일 |
| 노르웨이       | 2015년 2월 20일 |
| 폴란드         | 2015년 2월 20일 |
| 스웨덴         | 2015년 2월 20일 |
| 이탈리아       | 2015년 2월 26일 |
| 핀란드         | 2015년 2월 27일 |
| 이스라엘       | 2015년 3월 5일  |
| 싱가포르       | 2015년 3월 5일  |
| 리투아니아     | 2015년 3월 6일  |
| 라트비아       | 2015년 3월 6일  |
| 말레이시아     | 2015년 3월 19일 |
| 영국           | 2015년 3월 27일 |
| 아일랜드       | 2015년 3월 27일 |
| 오스트레일리아 | 2015년 4월 2일  |
| 홍콩           | 2015년 4월 2일  |
| 뉴질랜드       | 2015년 4월 2일  |
| 필리핀         | 2015년 4월 4일  |
| 인도네시아     | 2015년 4월 8일  |
| 태국           | 2015년 4월 9일  |
| 에스토니아     | 2015년 4월 10일 |
| 크로아티아     | 2015년 4월 23일 |
| 세르비아       | 2015년 4월 23일 |
| 인도           | 2015년 5월 8일  |
| 일본           | 2015년 5월 16일 |
| 중국           | 2015년 12월 1일 |